# Diaphania semaphoralis
Diaphania semaphoralis is een vlinder uit de familie van de grasmotten (Crambidae), uit de onderfamilie van de Spilomelinae. De wetenschappelijke naam van deze soort is voor het eerst voorgesteld als Glyphodes semaphoralis door Paul Dognin in een publicatie uit 1903.
De voorvleugellengte van het mannetje varieert van 13 tot 16 millimeter en bij het vrouwtje is deze ongeveer 15 millimeter.

## Verspreiding
De soort komt voor in Costa Rica, Colombia, Frans Guyana, Bolivia en Peru.